# سیارک ۵۱۲۷
سیارک ۵۱۲۷ (به انگلیسی: 5127 Bruhns، نامگذاری:1989CO3) پنج هزار و صد و بیست و هفتمین سیارک کشف شده‌است که در ۴ فوریه ۱۹۸۹ کشف شد.
قدر مطلق سیارک برابر ۱۴٫۶۰ است.